# Ulla-Lena Lundberg
Ulla-Lena Lundberg (født 14. juli 1947 i Kökar) er en finlandssvensk forfatter fra Åland.
Ulla-Lena Lundberg debuterede som 15-årig i 1962 med digtsamlingen Utgångspunkt. Derefter har hun foruden lyrik også skrevet romaner, rejse- og fagbøger og hørespil. I 1970'erne tilbragte hun lange perioder i Afrika, hvilket afspejles i fagbogen Öar i Afrikas inre og flere skønlitterære værker. Studier i etnologi og religionsvidenskab ved Åbo Akademi i 1980'erne har været en del af grundlaget for hendes arbejde med fiktion og fakta. Senere vakte hun opmærksomhed med sin episke Ålands-trilogi om søfartstraditionerne, Leo (1989), Den store verden (1991) og Allt kan man önska sig (1995).
Lundberg udnævntes i 1993 til æresdoktor ved Åbo Akademi. I 1998 fik hun Runebergprisen for romanen Regn. I 2012 fik hun Finlandia-prisen for sin roman Is, og hun blev også nomineret til Nordisk Råds litteraturpris i 2013 for samme roman.
Lundberg bor i Borgå.

## Værker oversat til dansk
- Nul (hørespil, DR, 1969)
- Leo (roman, Hekla, 1992. Svensk: Leo, 1989)
- Den store verden (roman, Hekla, 1993. Svensk: Stora världen, 1991; anden del af Leo)
- Sibirien: selvportræt med vinger (rejsebeskrivelse, Forum, 1995. Svensk: Sibirien: Ett självporträtt med vingar, 1993)
- Regn (roman, Fremad, 1999. Svensk: Regn, 1997)
- Is (roman, Gyldendal, 2013. Svensk: Is, 2012)